# The Rivingtons
The Rivingtons sono stati un gruppo doo-wop degli anni '60, noto per il loro singolo di successo Papa-Oom-Mow-Mow del 1962.
Componevano il gruppo il bassista Turner Rocky Wilson Jr., il cantante Carl White, il tenore Al Frazier e il baritono Sonny Harris. Per un periodo alla fine degli anni '70 Frazier fu sostituito da Madero White.

## Discografia

### Album
- Doin' the Bird (1962)

### Singoli 7"
- Papa-Oom-Mow-Mow / Deep Water[1]
- Kickapoo Joy Juice/My Reward
- Mama-Oom-Mow-Mow (The Bird)/Waiting
- The Bird's the Word/I'm Losing My Grip
- The Shaky Bird (Part 1)/The Shaky Bird (Part 2)
- Cherry/Little Sally Walker
- The Weejee Walk/Fairy Tales